# FIFA Svjetsko prvenstvo u nogometu na pijesku
FIFA Svjetsko prvenstvo u nogometu na pijesku natjecanje u nogometu na pijesku kojeg organizira
FIFA za nacionalne reprezentacije. 

## Povijest
U početku je prvenstvo bilo organizirano pod nazivom Beach Football World Championship, te je prvi turnir odigran 
1995. u Rio de Janeiru. Prvi naslov je osvojila reprezentacija domaćina Brazila. Do 2005. prvenstvo je organizirala španjolska organizacija  Beach Soccer Worldwide. Te godine FIFA postaje svjetska organizacija za nogomet na pijesku, te preuzima organizaciju svjetskih prvenstava. Sjedište FIF-ine organizacije za nogomet na pijesku nazvanog FIFA Beach Soccer S.L. nalazi se u Barceloni. 
Prvo svjetsko prvenstvo u nogometu na pijesku koje je organizirala FIFA igralo se od 8. do 15. svibnja 2005. u Rio de Janeiru. Prvenstvo je osvojila Francuska (koju je trenirao Eric Cantona), nakon što je u finalu bila bolja u izvođenju jedanaesteraca od reprezentacije Portugala.  

## Rezultati

### FIFA Svjetsko prvenstvo u nogometu na pijesku
| Godina          | Lokacija                              | Pobjednik | Finalist   | Trećeplasirani | Igrač prvenstva           | Najbolji strijelac                                     | Najbolji golman          | Golovi (prosjek po utakmici) |
| --------------- | ------------------------------------- | --------- | ---------- | -------------- | ------------------------- | ------------------------------------------------------ | ------------------------ | ---------------------------- |
| 2021. Opširnije | Moskva, Rusija                        |           |            |                |                           |                                                        |                          |                              |
| 2019. Opširnije | Asunción, Paragvaj                    | Portugal  | Italija    | Rusija         | Ozu Moreira ( JPN)        | 16 golova Gabriele Gori (ITA)                          | Elinton Andrade (POR)    | 286 (8.9)                    |
| 2017. Opširnije | Nassau, Bahami                        | Brazil    | Tahiti     | Iran           | Mohammad Ahmadzadeh (IRN) | 17 golova Gabriele Gori (ITA)                          | Peyman Hosseini (IRN)    | 266 (8.3)                    |
| 2015. Opširnije | Espinho, Portugal                     | Portugal  | Tahiti     | Rusija         | Heimanu Taiarui (TAH)     | 8 golova Pedro Morán (PAR) Madjer (POR) Noël Ott (ŠVI) | Jonathan Torohia (TAH)   | 257 (8.0)                    |
| 2013. Opširnije | Papeete, Tahiti, Francuska Polinezija | Rusija    | Španjolska | Brazil         | Bruno Xavier (BRA)        | 11 golova Dmitry Shishin (RUS)                         | Dona (ESP)               | 243 (7.6)                    |
| 2011. Opširnije | Dubai, Ujedinjeni Arapski Emirati     | Rusija    | Brazil     | Portugal       | Ilya Leonov (RUS)         | 14 golova André (BRA)                                  | Andrey Bukhlitskiy (RUS) | 269 (8.4)                    |
| 2009. Opširnije | Dubai, Ujedinjeni Arapski Emirati     | Brazil    | Švicarska  | Portugal       | Dejan Stankovic (ŠVI)     | 16 golova Dejan Stankovic (ŠVI)                        | Mão (BRA)                | 269 (8.7)                    |
| 2008. Opširnije | Plage du Prado, Marseille, Francuska  | Brazil    | Italija    | Portugal       | Amarelle (ŠPA)            | 13 golova Madjer (POR)                                 | Roberto Valeiro (ŠPA)    | 258 (8.06)                   |
| 2007. Opširnije | Copacabana, Rio de Janeiro, Brazil    | Brazil    | Meksiko    | Urugvaj        | Buru (BRA)                | 10 golova Buru (BRA)                                   |                          | 249 (7.8)                    |
| 2006. Opširnije | Copacabana, Rio de Janeiro, Brazil    | Brazil    | Urugvaj    | Francuska      | Madjer (POR)              | 21 gol Madjer (POR)                                    |                          | 286 (8.9)                    |
| 2005. Opširnije | Copacabana, Rio de Janeiro, Brazil    | Francuska | Portugal   | Brazil         | Madjer (POR)              | 12 golova Madjer (POR)                                 |                          | 164 (8.2)                    |

### Svjetsko prvenstvo u nogometu na pijesku
| Godina          | Lokacija                                               | Pobjednik | Finalist   | Trećeplasirani | Igrač prvenstva         | Najbolji strijelac                           | Najbolji golman    | Golovi (prosjek po utakmici) |
| --------------- | ------------------------------------------------------ | --------- | ---------- | -------------- | ----------------------- | -------------------------------------------- | ------------------ | ---------------------------- |
| 2004. Opširnije | Copacabana, Rio de Janeiro, Brazil                     | Brazil    | Španjolska | Portugal       | Jorginho (BRA)          | 12 golova Madjer (POR)                       | Roberto (ŠPA)      | 155 (7.8)                    |
| 2003. Opširnije | Copacabana, Rio de Janeiro, Brazil                     | Brazil    | Španjolska | Portugal       | Amarelle (Španjolska)   | 15 golova Neném (BRA)                        | Robertinho (BRA)   | 150 (9.4)                    |
| 2002. Opširnije | Vitória (Espírito Santo) i Guarujá (São Paulo), Brazil | Brazil    | Portugal   | Urugvaj        | Neném (BRA)             | 9 golova Neném (BRA) Madjer (POR) Nico (URU) | Nomcharoen (TAJ)   | 145 (9.1)                    |
| 2001. Opširnije | Costa do Sauípe, Bahia, Brazil                         | Portugal  | Francuska  | Argentina      | Hernani (POR)           | 10 golova Alan (POR)                         | Olmeta (FRA)       | 144 (7.2)                    |
| 2000. Opširnije | Marina da Glória, Rio de Janeiro, Brazil               | Brazil    | Peru       | Španjolska     | Júnior (BRA)            | 13 golova Júnior (BRA)                       | Kato (JAP)         | 172 (8.6)                    |
| 1999. Opširnije | Copacabana, Rio de Janeiro, Brazil                     | Brazil    | Portugal   | Urugvaj        | Jorginho (BRA)          | 10 golova Júnior (BRA) Matosas (URU)         | Pedro Crespo (POR) | 186 (9.3)                    |
| 1998. Opširnije | Copacabana, Rio de Janeiro, Brazil                     | Brazil    | Francuska  | Urugvaj        | Júnior (BRA)            | 14 golova Júnior (BRA)                       | Paulo Sérgio (BRA) | 219 (9.1)                    |
| 1997. Opširnije | Copacabana, Rio de Janeiro, Brazil                     | Brazil    | Urugvaj    | SAD            | Júnior (BRA)            | 11 golova Júnior (BRA) Venancio Ramos (URU)  | Paulo Sérgio (BRA) | 144 (9.0)                    |
| 1996. Opširnije | Copacabana, Rio de Janeiro, Brazil                     | Brazil    | Urugvaj    | Italija        | Edinho (BRA)            | 14 golova Altobelli (ITA)                    | Paulo Sérgio (BRA) | 131 (8.2)                    |
| 1995. Opširnije | Copacabana, Rio de Janeiro, Brazil                     | Brazil    | SAD        | Engleska       | Zico (BRA) Júnior (BRA) | 12 golova Zico (BRA) Altobelli (ITA)         | Paulo Sérgio (BRA) | 149 (9.3)                    |

### Reprezentacije po naslovima
| Momčad     | Naslova                                                                                               | Finalisti               | Trećeplasirani                 |
| ---------- | --- | ----------------------- | ------------------------------ |
| Brazil     | 14 (1995., 1996., 1997., 1998., 1999., 2000., 2002., 2003., 2004., 2006., 2007., 2008., 2009., 2017.) | 1 (2011.)               | 2 (2005., 2013.)               |
| Portugal   | 3 (2001., 2015., 2019.)                                                                               | 3 (1999., 2002., 2005.) | 4 (2003., 2004., 2008., 2009.) |
| Rusija     | 2 (2011., 2013.)                                                                                      | -                       | 1 (2015., 2019.)               |
| Francuska  | 1 (2005.)                                                                                             | 2 (1998., 2001.)        | 1 (2006.)                      |
| Urugvaj    | - | 3 (1996., 1997., 2006.) | 4 (1998., 1999., 2002., 2007.) |
| Španjolska | - | 2 (2003., 2004.)        | 1 (2000.)                      |
| Tahiti     | - | 2 (2015., 2017.)        | -                              |
| Italija    | - | 1 (2008.)               | 1 (1996.)                      |
| SAD        | - | 1 (1995.)               | 1 (1997.)                      |
| Meksiko    | - | 1 (2007.)               | -                              |
| Švicarska  | - | 1 (2009.)               | -                              |
| Peru       | - | 1 (2000.)               | -                              |
| Engleska   | - | -                       | 1 (1995.)                      |
| Argentina  | - | -                       | 1 (2001.)                      |